# VBTP-MR (装甲車)
VBTP-MR グアラニ（ポルトガル語: EE-9 Guarani 、グアラニ）とは、2000年代にブラジル陸軍とイヴェコが協同開発した装輪装甲車である。

## 概要
ブラジル陸軍とブラジル海軍陸戦隊に配備されているEE-9装甲車とEE-11装甲兵員輸送車の後継として開発された。
2012年11月からブラジル陸軍へのデリバリーが始まった。海外への輸出も行われている。

## バリエーション
VBTP
装甲兵員輸送車型。車体後部の兵員室に9名の兵士を収用可能。武装は車長側のハッチにREMAXRWSでリモートコントロールされたブローニングM2重機関銃１挺を装備する。
VBCI
歩兵戦闘車型。エルビット・システムズ社のUT-30BR遠隔操作砲塔にMk 44 ブッシュマスター II30mm機関砲とFN MAGを装備する。
VBE/CP
コマンドポスト型。

## 運用国
- ブラジル - 250両[1][2](陸軍) 24両 (海軍陸戦隊)
- アルゼンチン - 14両[3]
- レバノン - 2017年に発表した[4]。2024年時点で、レバノン陸軍が10両のVBTP-MRを保有している[5]。
- フィリピン - 2021年2月に、フィリピン陸軍向けに28両を発注[6]。12.7mm機関銃と40mmグレネードランチャーを装備したエルビット・システムズ社製のRWSを搭載している[6]。